# Minuanos
Os Minuanos, também chamados guenoas ou guenoas-minuanos, eram índios patagônicos habitantes do sudoeste do estado do Rio Grande do Sul, bem como do nordeste Argentino (Entre Rios) e noroeste Uruguaio. Possui parentesco direto com outros grupos que juntos compõe uma macro etnia Charrua. Os Minuanos são considerados como sendo os Charruas setentrionais.

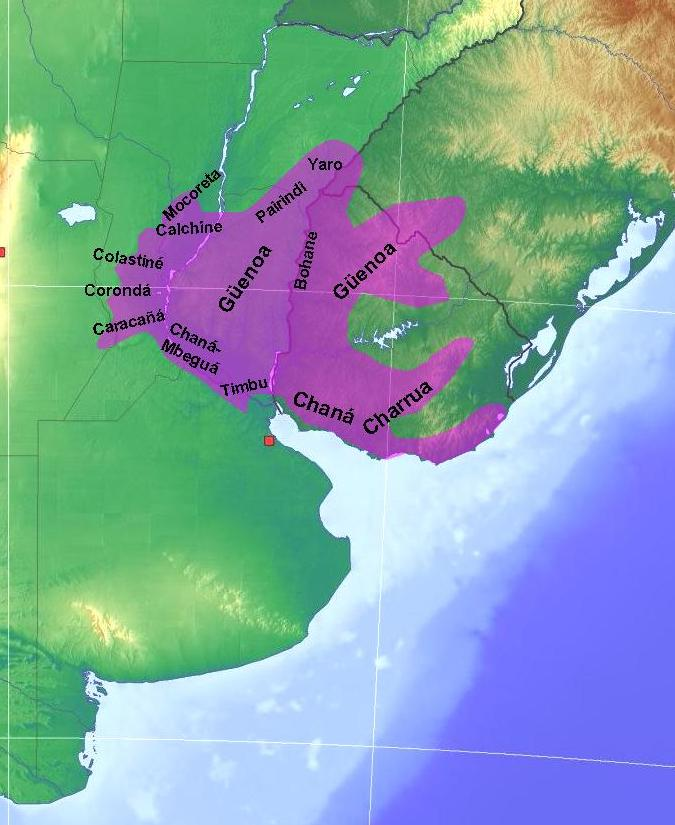
Neste mapa das línguas Charruanas, a localização dos Minuanos (sua língua) mostra-se como "Güenoa".

Um de seus lugares sagrados é o morro Ibití, próximo ao rio Arapey, e um de seus cemitérios fica no morro Yauguá, província de Rio Negro, ambos no Uruguai. Seu nome "Minuano" nomeou o vento forte vindo do sudoeste, frio e cortante, que sopra no Rio Grande do Sul, depois das chuvas de inverno.[carece de fontes?] Entre  os guenoas-minuanos e outros da macro-etnia charrua havia um permanente estado de guerra, com o extermínio de prisioneiros.
Na época da chegada dos conquistadores espanhóis à sua região, inicialmente receberam separadamente o nome de "Minuanos" na Argentina e de "Guenoas" no Rio Grande do Sul, por Jesuitas e antigos cronistas espanhóis e portugueses.
O estabelecimento dos europeus na costa do Rio da Prata levou ao deslocamento dos Charruas para o norte, espalhando-os do sudeste gaúcho em direção ao leste até o oceano Atlântico. Existem vestigios minuanos como toldos e cerritos em toda metade sul gaúcha.
Em 1730, aliaram-se a outras etnias charruas, havendo aí referências a ambas as denominações para o mesmo grupo. Já nas guerras contra os espanhóis, aliaram-se aos portugueses. O reforço da unidade com outros grupos da macro etnia Charrua durante as últimas etapas da colonização conformou uma maior unidade étnica entre todos simplesente como "Charrúas", contribuiu para a confusão entre os termos "Charrua", "Minuanos" e "Guenoas".